# Путешествуя по сети ненависти
«Путешествуя по сети ненависти» (швед. Män som näthatar kvinnor, дословно — «Мужчины, которые ненавидят женщин в Интернете») — шведский документальный фильм Нике Нордмарка и Хассе Йоханссона, который транслировался как эпизод Uppdrag granskning на Sveriges Television 6 марта 2013 года. Фильм фокусируется на онлайн-преследовании и угрозах в отношении женщин в Швеции.

## О фильме
В программе приняли участие 12 журналисток, которые зачитали вслух информацию о преследованиях и угрозах, которые они получили в электронных письмах или комментариях в интернете. Среди журналисток были Оса Линдерборг, Мария Свеланд, Титти Шульц и Анн-Шарлотта Мартеус. Одной из героинь стала Джулия, опубликовавшая на странице H&M в Facebook пост, в котором возражала против того, чтобы компания представила линию одежды с участием Тупака Шакура, поскольку он был осуждён за сексуальное насилие. Пост получил около 1800 ответов, в основном посвящённых Джулии и содержащих угрозы изнасилования, забивания камнями, расстрела и утопления. Также был опубликован её полный адрес.
Авторы опросили нескольких мужчин, отправлявших оскорбительные и жестокие сообщения. В основном комментаторы были молоды и говорили, что не имели цели причинить вред, а их слова не должны восприниматься буквально.

## Реакция
Создатели документального фильма позже написали статью, в которой рассказали о критике за то, что они включили в сюжет в основном истории феминисток левого толка и не затрагивали проблему ненависти в сторону консервативных женщин. Репортёры заявили, что политические взгляды многих героинь были неизвестны, а среди остальных по крайней мере одна, Анна Хедемо, не может считаться феминисткой левого толка.
В 2014 году фильм был номинирован на премии FIPA и Input.